# Exomalopsis alexanderi
Exomalopsis alexanderi là một loài Hymenoptera trong họ Apidae. Loài này được Almeida & Silveira mô tả khoa học năm 1999.